# بيتر سميث (لاعب كريكت بريطاني)
بيتر سميث (30 أكتوبر 1908 في المملكة المتحدة - 4 أغسطس 1967 في فرنسا) (بالإنجليزية: Peter Smith)‏ هو لاعب كريكت بريطاني (وحمل سابقاً جنسية المملكة المتحدة لبريطانيا العظمى وأيرلندا). شارك مع منتخب إنجلترا للكريكت. أما مع النوادي، فقد لعب مع نادي مارليبون للكريكت ‏.

## وصلات خارجية
- بيتر سميث على موقع إي آس بي آن كريك إنفو (الإنجليزية)